# When You Look Me in the Eyes
When You Look Me in the Eyes è una canzone dei Jonas Brothers. È il secondo singolo estratto dall'album The Jonas Brothers pubblicato nel 2007. Il video è stato effettuato con fotomontaggi del prima dopo e durante concerto.
Nella canzone di Selena Gomez Naturally è citato il titolo di questa canzone, insieme a Sparkfly.

## Classifiche
| Classifica (2008)             | Posizione massima |
| ----------------------------- | ----------------- |
| Australian ARIA Singles Chart | 46                |
| Billboard Canadian Hot 100    | 30                |
| Official Singles Chart        | 30                |
| U.S. Billboard Hot 100        | 5                 |
| U.S. Billboard Pop 100        | 10                |
| Classifica (2009)             | Posizione massima |
| Polish Singles Chart          | 14                |